# Cicerale

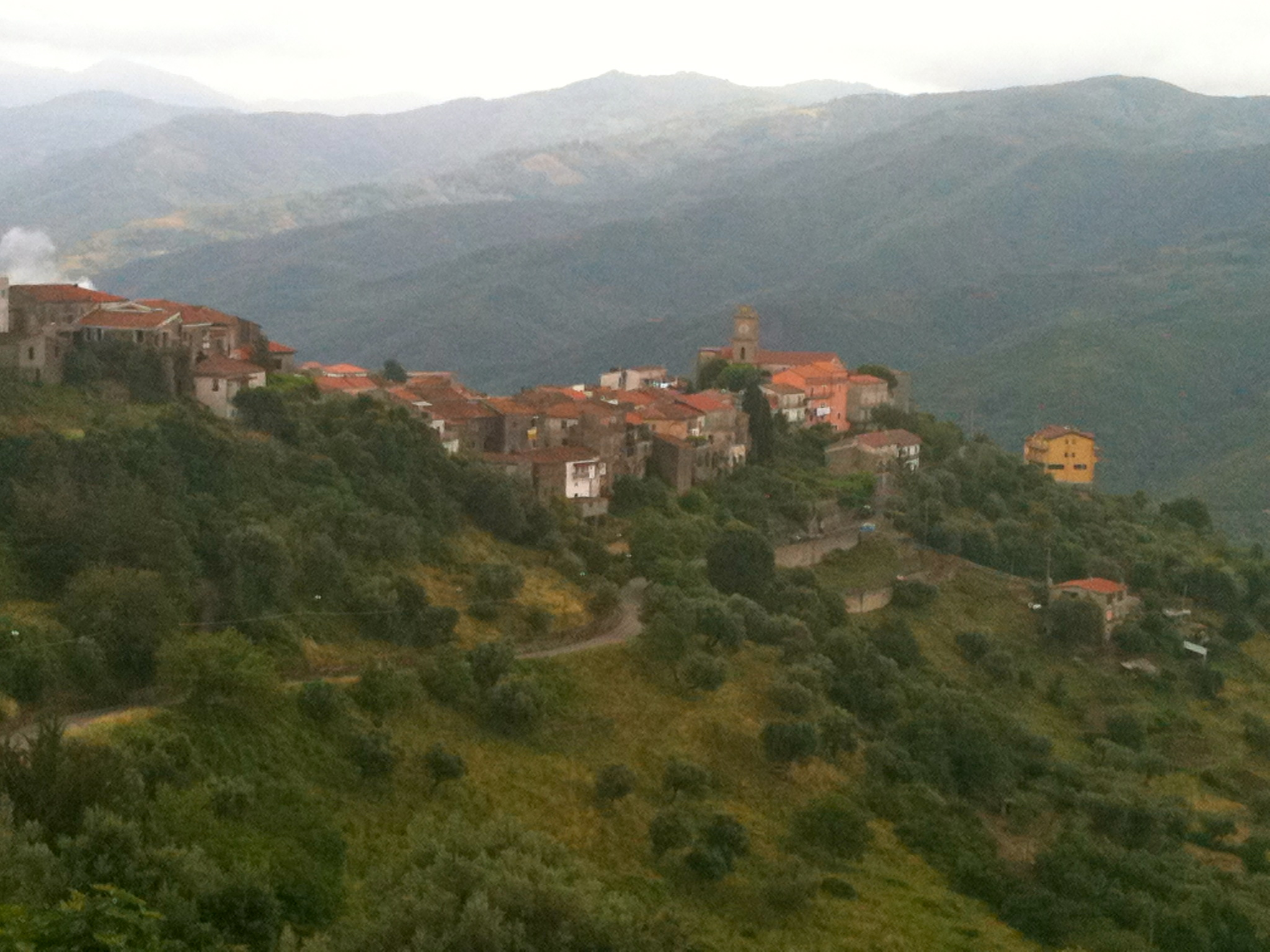
Cicerale

Cicerale ist eine Gemeinde mit 1176 Einwohnern (Stand 31. Dezember 2023) im Südwesten Italiens in der Provinz Salerno (Region Kampanien).
Der Ort liegt im Westen des Nationalparks Cilento etwa 4 km östlich von Agropoli.

## Geografie
Zur Gemeinde gehört noch die Ortschaft Monte Cicerale. Die Nachbargemeinden sind Agropoli, Capaccio, Giungano, Monteforte Cilento, Ogliastro Cilento, Perito, Prignano Cilento und Trentinara.
Cicerale ist Teil des Nationalparks Cilento und Vallo di Diano sowie der Comunità Montana Alento-Monte Stella.